# Parigi (film)
Parigi (Paris) è un film del 2008 diretto da Cédric Klapisch.
Nella Parigi di oggi si svolgono contemporaneamente diverse storie che in qualche caso hanno dei contatti. È stato fatto notare che la struttura del film è molto simile a quella di alcuni celebri titoli di Robert Altman, in particolare America oggi.

## Trama
Pierre, un ballerino professionista, è costretto a cambiare drasticamente la sua vita a causa di un grave problema cardiaco. Mentre aspetta il trapianto che potrebbe salvargli la vita, la sorella Élise si trasferisce a casa sua, con i suoi tre figli, per prendersene cura.
Intanto a Parigi, che Pierre osserva dal suo balcone, si sviluppano storie di altri personaggi. Roland, un professore di storia, si innamora di Laetitia, una sua studentessa che comincia a corteggiare via sms. Accetta poi contro i suoi principi di realizzare una serie divulgativa per la televisione per via del lauto compenso offerto. Durante una registrazione ha però una crisi di panico e finisce dallo psicanalista, quindi cerca conforto nel fratello Philippe, architetto in procinto di diventare papà, che inizialmente aveva lui bisogno di conforto per la morte dell'anziano padre. Roland ha una relazione con Laetitia che poi, a dispetto anche di Pierre che tenta uno strano approccio con lei tramite la sorella, si rimette con il suo ex fidanzato.
Khadija, una giovane di origini nord-africane trova lavoro in una panetteria condotta da una donna estremamente esigente che è costretta a rivedere i propri pregiudizi.
Benoit, chiamato dal fratello, parte dal Camerun e attraversa tutta l'Africa e il Mediterraneo con la speranza di trovare un lavoro a Parigi dove conta anche nell'appoggio di Marjolaine, una modella che aveva conosciuto casualmente.
Poi c'è Jean, un fruttivendolo che rimane profondamente scosso dall'improvvisa morte della sua ex moglie. Dopo una facile avventura cui dice di no, ritrova l'amore con Élise che a 40 anni e dopo una lunga storia finita male sembrava aver chiuso alla possibilità di innamorarsi di nuovo, e invece ritrova la gioia di vivere proprio dopo aver assistito il fratello malato.

## Produzione
Le riprese hanno interessato 13 diversi arrondissement di Parigi. La maggior parte dell'azione si svolge tra il XVIII e il XX arrondissement, dove si trova la casa di Pierre. I set africani hanno riguardato Camerun e Marocco.

## Colonna sonora
Il brano "Seize The Day" registrato da Wax Tailor e Charlotte Savary è inserito nella colonna sonora del film.